# Gustaf Samelius

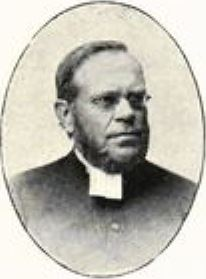
Gustaf Samelius.

Gustaf Samelius, född 5 januari 1841 i Mariestad, död 1915 i Ovanåkers församling, Gävleborgs län, var en svensk präst. 
Samelius blev student vid Uppsala universitet 1867, erhöll indigenatsrätt i Uppsala ärkestift 1869 och prästvigdes 1869. Han blev komminister i Ovanåkers församling 1874 och kyrkoherde i Skogs församling 1891. Han utgav några predikningar och ströskrifter.